# آتیش‌بازی
آتیش بازی فیلمی به کارگردانی بهمن گودرزی و نویسندگی آرش قادری و تهیه‌کنندگی مرتضی شایسته محصول سال ۱۳۹۲ است.
این فیلم در تاریخ ۳۰ اردیبهشت ۱۳۹۴ در سینماهای ایران اکران شده است.
ژانر این فیلم نیز کمدی میباشد.

## خلاصه داستان
مارال (الناز شاکردوست) و کیا (امین حیایی) ۲ آدم شیاد هستند که با همکاری یکدیگر از طریق دزدی و کلاه‌برداری پول زیادی بدست می‌آورند. اما مشکل اینجاست که این دو نفر به یکدیگر نیز رحم نمی‌کنند و هر یک سعی می‌کند با نارو زدن به دیگری، صاحب تمام پول‌ها شود...

## بازیگران
| بازیگر            | نقش        |
| ----------------- | ---------- |
| امین حیایی        | کیا        |
| الناز شاکردوست    | مارال      |
| سحر قریشی         | سحر        |
| شقایق دهقان       | محبوبه     |
| میرطاهر مظلومی    | صفر        |
| عزت الله مهرآوران | مهندس      |
| صدیقه کیانفر      | پیرزن زائر |
| فاطمه شکری        | محبی       |
| امید علیمردانی    |            |